# 유원지역
유원지역(遊園地驛)은 지금의 서울특별시 광진구 자양동에 있던 경성궤도의 종착역이다. 현재의 청담대교 북단 뚝섬한강공원에 위치하였다. 1930년 경성궤도 개통 당시에는 동독도역이 종점이었는데, 경성궤도주식회사에서 부대사업으로 한강변에 유원지와 수영장을 만든 뒤 노선을 연장한 것이다. 선로는 한강 모래톱의 골재 채취를 위하여 이 역에서 남동쪽으로 더 연장되어 있었다.

## 연혁
- 1934년 10월 9일: 동독도-유원지 간 0.6 km 개통과 함께 영업 개시[4]
- 1951~1953년: 동뚝-유원지 간 임시 휴업
- 1966년 7월경[5]: 운행 중지